# Малый Тхач
Малый Тхач — гора в Адыгее, является частью Передового хребта Кавказа. Находится на территории природного парка Большой Тхач.
Высота горы — 2238 метров.
Малый Тхач — изолированный хребет в пределах Передового хребта, находящийся в междуречье рек Белая и Малая Лаба и реки Белой.
Массив на котором расположена гора являет собой крыло крупной антиклинали Тхач-Ачешбок и сложен из отложений триасового периода. Гору слагает толща известняков нижнего триаса, более устойчивых к разрушению, которые расположены на скальном уступе посреди крутого склона долины состоящей из отложений триасового и палеозойского периодов.
На горе имеются отложения триасового периода входящего в тхачскую серию, состоящую из свиты Малого Тхача и ятыргвартинской, ачешбокской свит позднеиндского, оленекского, анизийского и раннеладинского возрастов. В обнажении в районе горы Малый Тхач присутствуют все свиты серии, показывая наиболее полный разрез триасового периода.
Свита Малого Тхача состоит из отложений среднего триаса, представленных светло-серыми и серыми массивными известняками, которые в верхней части переходят в слоистые. Мощность свиты на горе Малый Тхач достигает до 80 метров, когда в общем мощность равна 30-40 метров. В известняках попадаются небольшие прослои песчаников, обломки органических остатков и линзы конгломератов.
Гора относится к Кубанскому типу вертикальной поясности, вершина относится к субнивальному поясу.

## Галерея

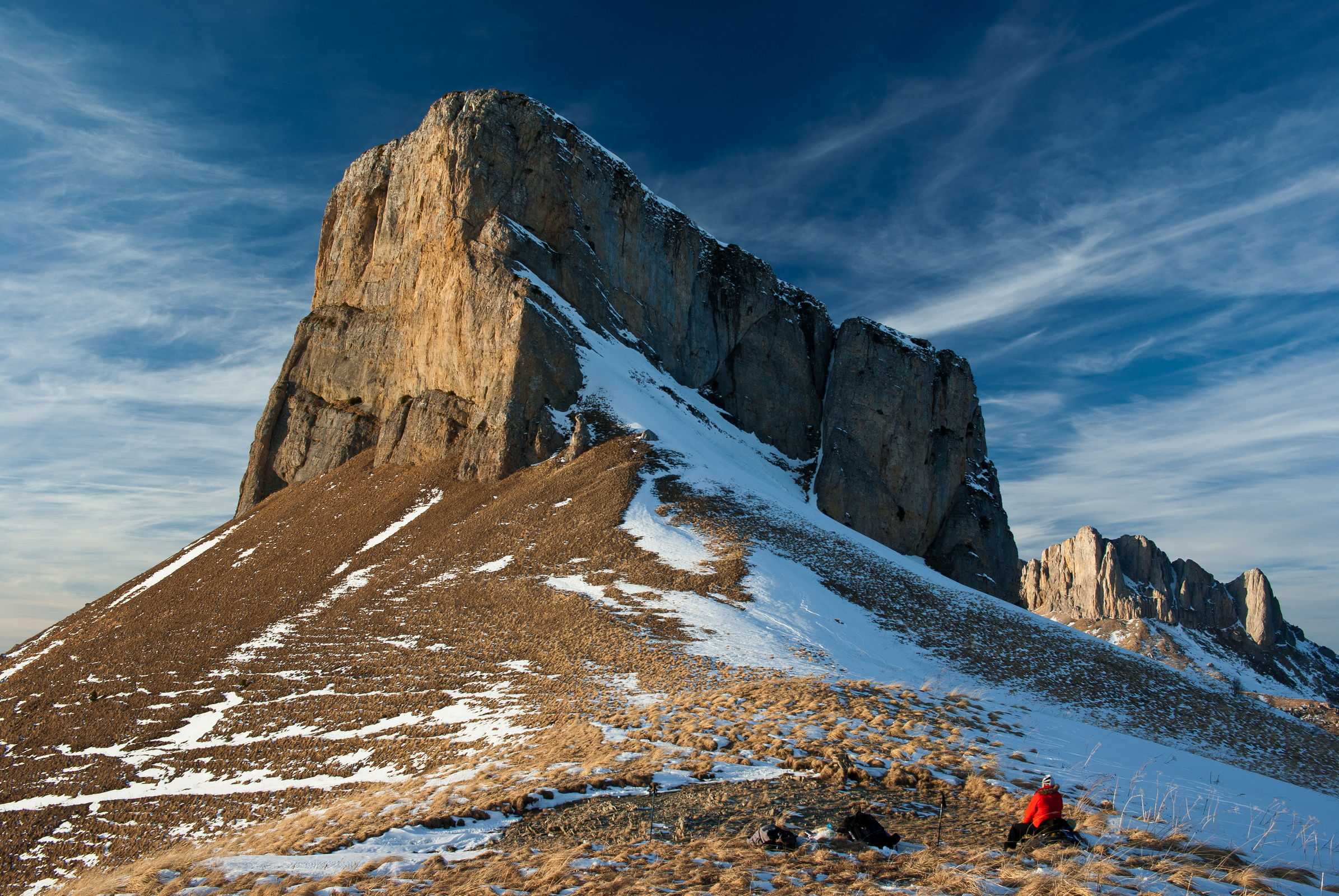
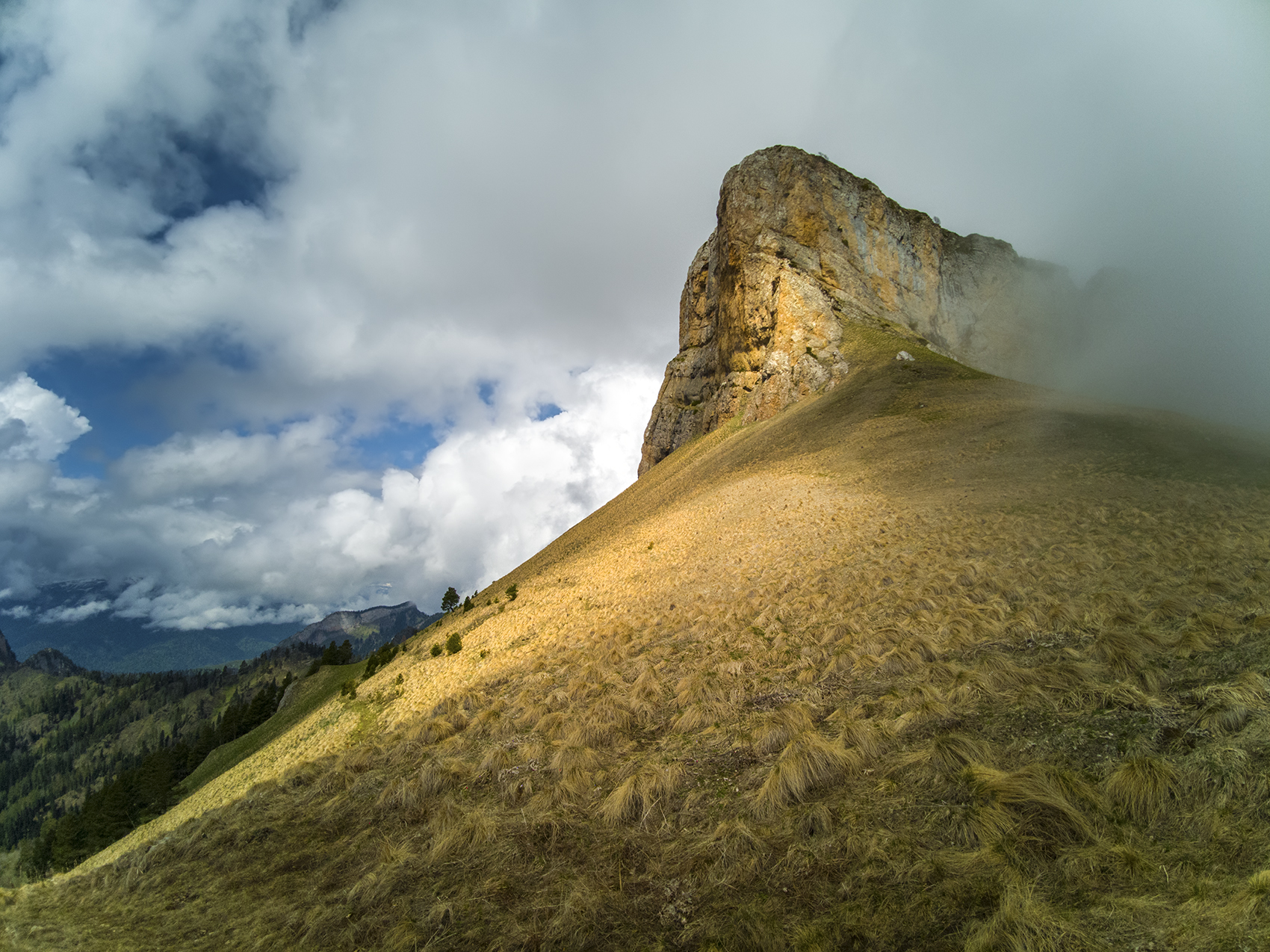
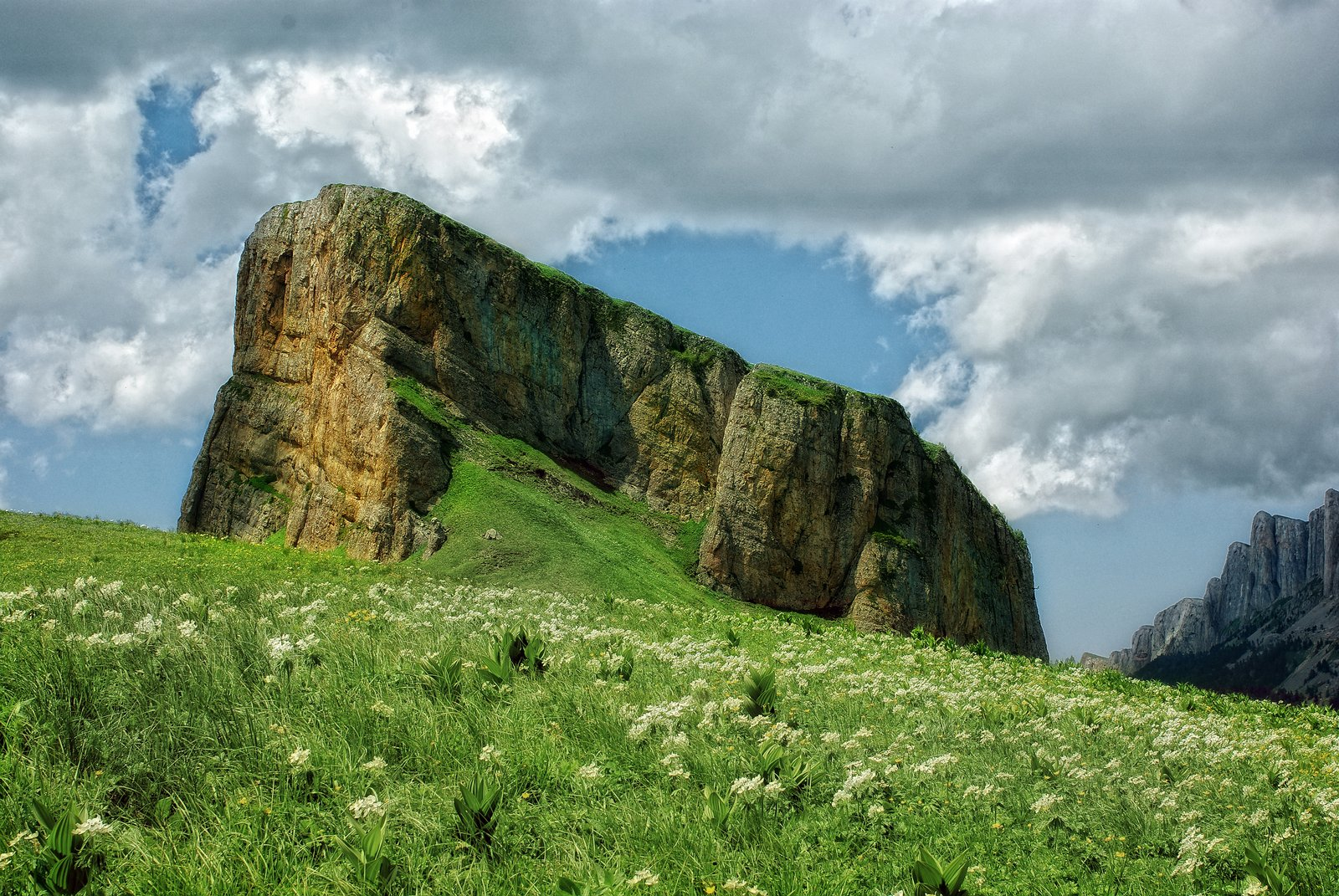
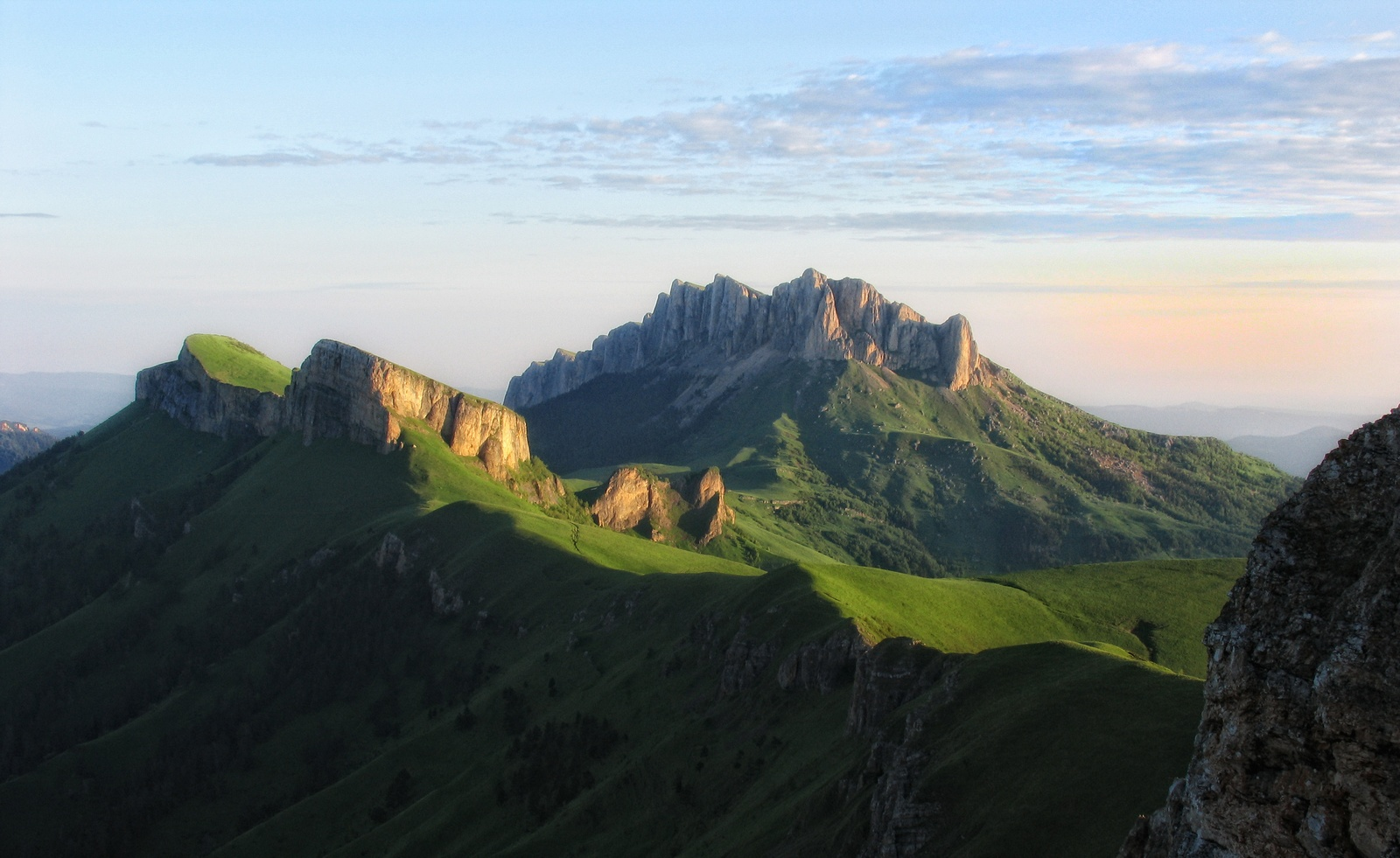
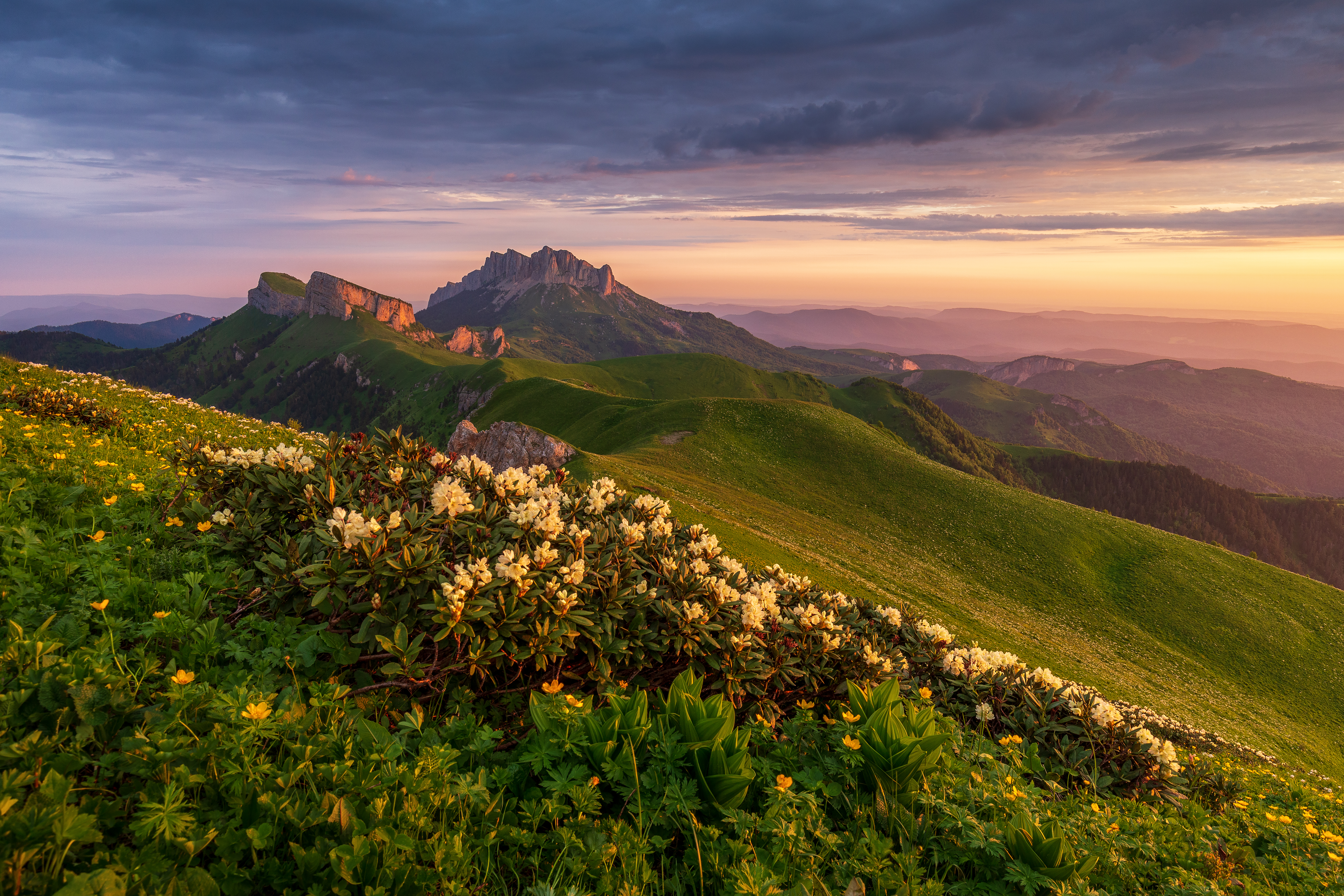
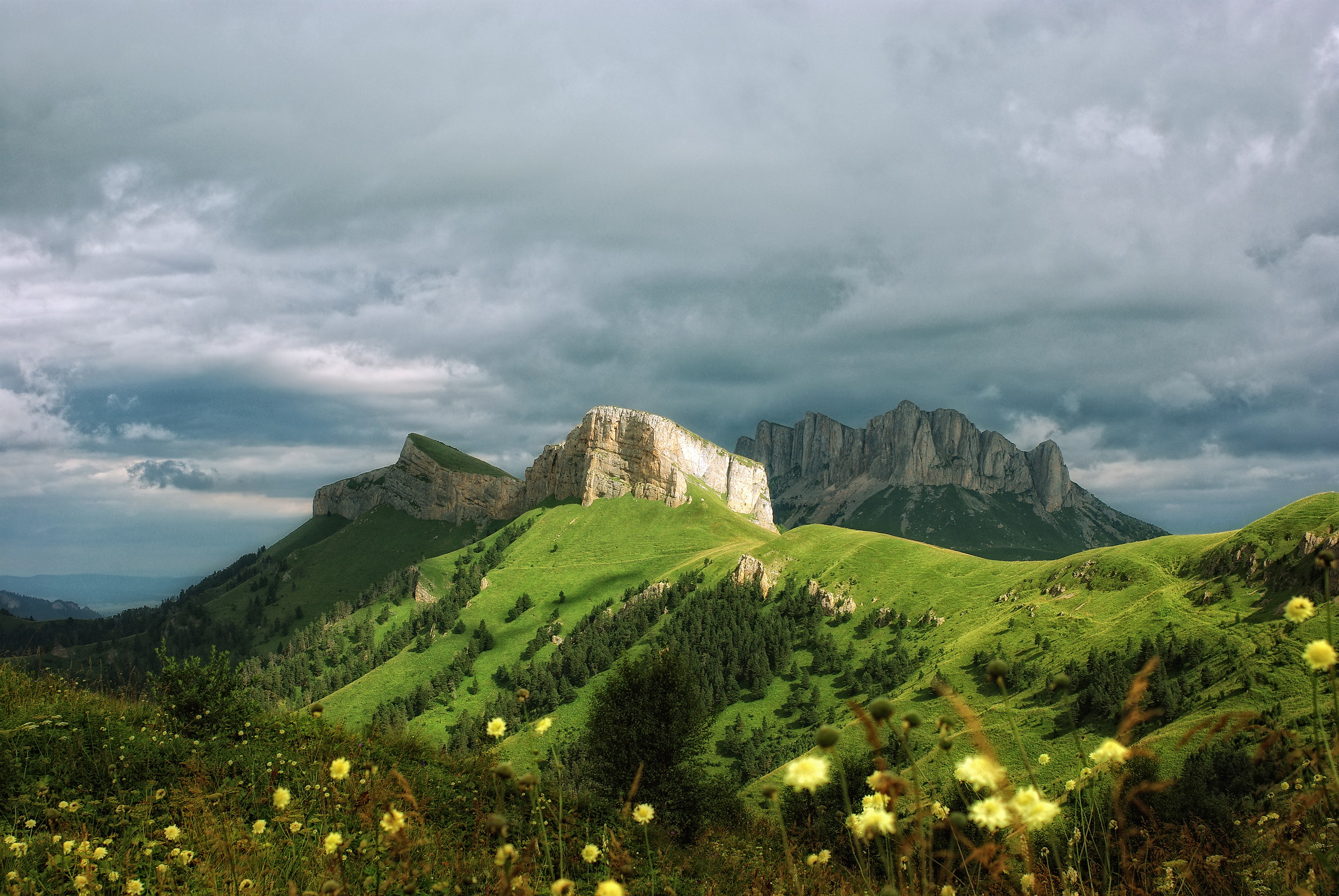
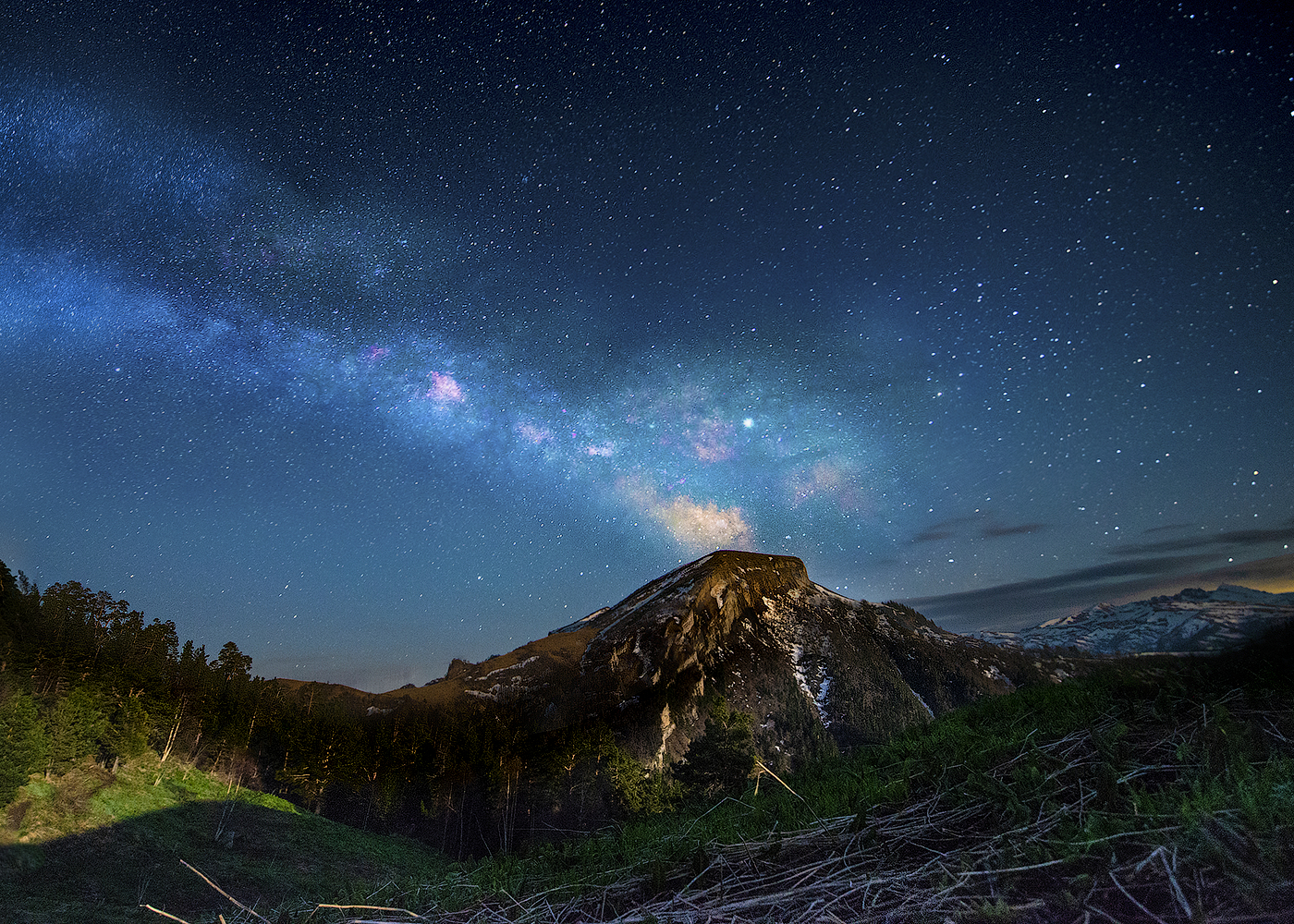